# Xã Newville, Quận DeKalb, Indiana
Xã Newville (tiếng Anh: Newville Township) là một xã thuộc quận DeKalb, tiểu bang Indiana, Hoa Kỳ. Năm 2010, dân số của xã này là 558 người.